# Campeonato Mundial de Rali de 1998
Resultados do World Rally Championship de 1998

## Pontos
| N.º | Provas     |    |    |    |    |   |    |    |    |    |    |    |    |    | Total |
| --- | ---------- | -- | -- | -- | -- | - | -- | -- | -- | -- | -- | -- | -- | -- | ----- |
| 1   | Mitsubishi | 2  | 10 | 10 | 3  | 7 | -  | 13 | -  | 4  | 12 | 10 | 10 | 10 | 91    |
| 2   | Toyota     | 10 | 6  | 3  | 6  | 6 | 1  | 6  | 9  | 16 | 9  | 3  | 10 | -  | 85    |
| 3   | Subaru     | 7  | 3  | -  | 11 | - | 14 | 3  | 11 | 3  | -  | 10 | 3  | -  | 65    |
| 4   | Ford       | 7  | 4  | 10 | 2  | - | 2  | 4  | 4  | 3  | 4  | 1  | 2  | 10 | 53    |
| 5   | SEAT       | -  | -  | -  | -  | - | -  | -  | -  | -  | -  | -  | -  | 1  | 1     |

| N.º | Provas               |    |    |    |    |    |    |    |    |    |    |    |    |    | Total |
| --- | -------------------- | -- | -- | -- | -- | -- | -- | -- | -- | -- | -- | -- | -- | -- | ----- |
| 1   | Tommi Mäkinen        | -  | 10 | -  | -  | 4  | -  | 10 | -  | 4  | 10 | 10 | 10 | -  | 58    |
| 2   | Carlos Sainz         | 10 | 6  | -  | 6  | -  | -  | 6  | 3  | 10 | 6  | 3  | 6  | -  | 56    |
| 3   | Colin McRae          | 4  | -  | -  | 10 | -  | 10 | 2  | 10 | 2  | -  | 4  | 3  | -  | 45    |
| 4   | Juha Kankkunen       | 6  | 4  | 6  | -  | -  | -  | 4  | 4  | 3  | 4  | -  | 2  | 6  | 39    |
| 5   | Didier Auriol        | -  | 1  | 3  | -  | 10 | 1  | -  | 6  | 6  | 3  | -  | 4  | -  | 34    |
| 6   | Richard Burns        | 2  | -  | 10 | 3  | 3  | -  | 3  | -  | -  | 2  | -  | -  | 10 | 33    |
| 7   | Piero Liatti         | 3  | -  | -  | 1  | -  | 4  | 1  | 1  | 1  | -  | 6  | -  | -  | 17    |
| 8   | Freddy Loix          | -  | -  | -  | 4  | 6  | -  | -  | 2  | -  | -  | -  | 1  | -  | 13    |
| 9   | Bruno Thiry          | 1  | -  | -  | -  | -  | 2  | -  | -  | -  | -  | 1  | -  | 4  | 8     |
| 10  | François Delecour    | -  | -  | -  | -  | -  | 6  | -  | -  | -  | -  | -  | -  | -  | 6     |
| 11  | Ari Vatanen          | -  | -  | 4  | 2  | -  | -  | -  | -  | -  | -  | -  | -  | -  | 6     |
| 12  | Gilles Panizzi       | -  | -  | -  | -  | 1  | 3  | -  | -  | -  | -  | 2  | -  | -  | 6     |
| 13= | Kenneth Eriksson     | -  | 3  | -  | -  | -  | -  | -  | -  | -  | -  | -  | -  | -  | 3     |
| 13= | Grégoire De Mévius   | -  | -  | -  | -  | -  | -  | -  | -  | -  | -  | -  | -  | 3  | 3     |
| 15  | Harri Rovanperä      | -  | -  | 2  | -  | -  | -  | -  | -  | -  | -  | -  | -  | 1  | 3     |
| 16= | Marcus Grönholm      | -  | 2  | -  | -  | -  | -  | -  | -  | -  | -  | -  | -  | -  | 2     |
| 16= | Philippe Bugalski    | -  | -  | -  | -  | 2  | -  | -  | -  | -  | -  | -  | -  | -  | 2     |
| 16= | Sebastian Lindholm   | -  | -  | -  | -  | -  | -  | -  | -  | -  | -  | -  | -  | 2  | 2     |
| 19= | Raimund Baumschlager | -  | -  | 1  | -  | -  | -  | -  | -  | -  | -  | -  | -  | -  | 1     |
| 19= | Thomas Rådström      | -  | -  | -  | -  | -  | -  | -  | -  | -  | 1  | -  | -  | -  | 1     |

## Provas
| Nome do Rali                           | Data inicio-fim      | Podium Pilotos (tempo final)                                                                     | Podium Carros                                                          |
| -------------------------------------- | -------------------- | ------------------------------------------------------------------------------------------------ | ---------------------------------------------------------------------- |
| 66ème Rallye Automobile de Monte-Carlo | 19-21 Janeiro        | 1. Carlos Sainz (4h:28m:00.5s) 2. Juha Kankkunen (4h:28m:41.3s) 3. Colin McRae (4h:29m:01.5s)    | 1. Toyota Corolla WRC 2. Ford Escort WRC 3. Subaru Impreza WRC         |
| 47th International Swedish Rally       | 6-8 Fevereiro        | 1. Tommi Mäkinen (3h:32m:51.6s) 2. Carlos Sainz (3h:33m:43.2s) 3. Juha Kankkunen (3h:33m:50.4s)  | 1. Mitsubishi Lancer Evo 4 2. Toyota Corolla WRC 3. Ford Escort WRC    |
| 46th Safari Rally Kenya                | 28 Fevereiro-2 Março | 1. Richard Burns (8h:57m:34s) 2. Juha Kankkunen (9h:07m:01s) 3. Ari Vatanen (9h:07m:26s)         | 1. Mitsubishi Carisma GT Evo 4 2. Ford Escort WRC 3. Ford Escort WRC   |
| 31º TAP Rallye de Portugal             | 22-25 Março          | 1. Colin McRae (4h:20m:58.1s) 2. Carlos Sainz (4h:21m:00.2s) 3. Freddy Loix (4h:21m:43.9s)       | 1. Subaru Impreza WRC 2. Toyota Corolla WRC 3. Toyota Corolla WRC      |
| 34º Rallye Catalunya-Costa Brava       | 20-22 Abril          | 1. Didier Auriol (4h:18m:36.9s) 2. Freddy Loix (4h:19m:30.3s) 3. Tommi Mäkinen (4h:19m:46.3s)    | 1. Toyota Corolla WRC 2. Toyota Corolla WRC 3. Mitsubishi Lancer Evo 5 |
| 42ème Tour de Corse                    | 4-6 Maio             | 1. Colin McRae (4h:02m:46.9s) 2. François Delecour (4h:03m:14.1s) 3. Piero Liatti (4h:03m:16.9s) | 1. Subaru Impreza WRC 2. Peugeot 306 Maxi 3. Subaru Impreza WRC        |
| 18º Rally Argentina                    | 20-23 Maio           | 1. Tommi Mäkinen (4h:22m:07.4s) 2. Carlos Sainz (4h:22m:34.2s) 3. Juha Kankkunen (4h:22m:34.9s)  | 1. Mitsubishi Lancer Evo 5 2. Toyota Corolla WRC 3. Ford Escort WRC    |
| 45th Acropolis Rally of Greece         | 7-9 Junho            | 1. Colin McRae (4h:26m:31.6s) 2. Didier Auriol (4h:26m:51.6s) 3. Juha Kankkunen (4h:27m:15.9s)   | 1. Subaru Impreza WRC 2. Toyota Corolla WRC 3. Ford Escort WRC         |
| 28th Rally New Zealand                 | 24-27 Julho          | 1. Carlos Sainz (3h:54m:57.1s) 2. Didier Auriol (3h:55m:01.2s) 3. Tommi Mäkinen (3h:56m:40.8s)   | 1. Toyota Corolla WRC 2. Toyota Corolla WRC 3. Mitsubishi Lancer Evo 5 |
| 48th Neste Rally Finland               | 21-23 Agosto         | 1. Tommi Mäkinen (3h:16m:56.1s) 2. Carlos Sainz (3h:17m:31.7s) 3. Juha Kankkunen (3h:17m:41.3s)  | 1. Mitsubishi Lancer Evo 5 2. Toyota Corolla WRC 3. Ford Escort WRC    |
| 40º Rallye Sanremo                     | 12-14 Outubro        | 1. Tommi Mäkinen (4h:34m:34.5s) 2. Piero Liatti (4h:34m:50.3s) 3. Colin McRae (4h:36m:04.7s)     | 1. Mitsubishi Lancer Evo 5 2. Subaru Impreza WRC 3. Subaru Impreza WRC |
| 11th API Rally Australia               | 5-8 Novembro         | 1. Tommi Mäkinen (3h:52m:48.7s) 2. Carlos Sainz (3h:53m:05.2s) 3. Didier Auriol (3h:53m:13.7s)   | 1. Mitsubishi Lancer Evo 5 2. Toyota Corolla WRC 3. Toyota Corolla WRC |
| 54th Network Q Rally of Great Britain  | 22-24 Novembro       | 1. Richard Burns (3h:50m:30.6s) 2. Juha Kankkunen (3h:54m:17.1s) 3. Bruno Thiry (3h:55m:58.1s)   | 1. Mitsubishi Carisma GT Evo 5 2. Ford Escort WRC 3. Ford Escort WRC   |